# Ђантурко (Потенца)
Ђантурко (итал. Gianturco) је насеље у Италији у округу Потенца, региону Базиликата.
Према процени из 2011. у насељу је живело 39 становника. Насеље се налази на надморској висини од 586 м.